# Wołodymyr Kozerenko
Wołodymyr Serhijowycz Kozerenko (ukr. Володимир Сергійович Козеренко, ros. Владимир Сергеевич Козеренко, Władimir Siergiejewicz Kozierienko; ur. 5 sierpnia 1947 w Odessie, Ukraińska SRR, zm. 12 marca 2007 w Kijowie) – ukraiński piłkarz, grający na pozycji obrońcy, a wcześniej pomocnika, trener piłkarski.

## Kariera piłkarska

### Kariera klubowa
Wychowanek klubu ZOR Odessa. W 1965 rozpoczął karierę piłkarską w zespole Awtomobilist Odessa. Potem występował w drużynie rezerwowej Czornomorca Odessa, a w 1967 przeszedł do Krywbasa Krzywy Róg. Potem bronił barw klubów Prometej Dnieprodzierżyńsk, Trubowyk Nikopol, Dynamo Chmielnicki, Łokomotyw Chersoń, Zwiezda Tyraspol i Chwyla Chmielnicki. W 1978 zakończył karierę zawodową w zespole Dnipro Czerkasy.

## Kariera trenerska
Po zakończeniu kariery piłkarskiej rozpoczął karierę trenerską. W 1980 objął stanowisko głównego trenera klubu Araz Nachiczewan. Potem pracował na różnych stanowiskach w Podilla Chmielnicki, Nywie Tarnopol, Czornomorcu Odessa, Arsenale Tuła i Borysfenie Boryspol. Samodzielnie prowadził kluby Podilla Chmielnicki, Czornomoreć Odessa i Spartak Sumy. W latach 2002–2003 pomagał trenować narodową reprezentację Ukrainy. Od czerwca 2005 do 9 sierpnia 2006 pracował jako asystent trenera w Dynamie Kijów.

## Sukcesy i odznaczenia

### Odznaczenia
- nagrodzony tytułem Zasłużonego Trenera Ukrainy: 2006